# Disbelief
Disbelief est un groupe allemand de metal extrême, originaire de Gundernhausen, dans le Land de Hesse. Leur style musical est centré sur une base death metal avec des tendances mélancoliques ainsi que de doom et de sludge.

## Biographie

### Débuts (1990–1998)
Disbelief est formé en 1990 dans le Land de Hesse, avec pour membres Karsten Jäger (chant), Oliver Lenz (guitare) et Markus Gnap (batterie). Denis Musiol (guitare et basse) rejoint le groupe deux ans plus tard, en 1992. Le groupe produit sa première démo la même année avec le producteur Andy Classen. Andy Siry (A&R du label discographique Nuclear Blast) crée le label Grind Syndicate Media sous lequel la démo est dévoilée le 8 et 9 février 1992.
Cinq ans plus tard, après deux démos réalisées et le remplacement de Markus et Denis par Tommy Fritsch (guitare), Jochen Trunk (basse) et Kai Bergerin (batterie), Disbelief dévoile son album, éponyme, le 5 mai 1997. Après une tournée de soutien avec God Dethroned et Six Feet Under, le groupe sort son deuxième album, Infected, le 22 juin 1998 sous le même label que leur premier album. En 1999, Tommy quitte le groupe et est remplacé par Jan-Dirk Löffler.

### DeWorst Enemyà66sick(2000–2005)
En 2000, Disbelief conclut un contrat d'enregistrement avec le label Massacre Records et réalise l'album Worst Enemy qui est publié le 30 avril 2001. Le groupe produit ensuite l'album Shine en 2002 et apparait dans des concerts avec Bolt Thrower en Allemagne afin de soutenir la sortie de l'album. Shine connu un succès aussi bien en Allemagne que dans toute l'Europe. L'album Spreading the Rage, publié en 2003, est dévoilé sous le même label Grind Syndicate Media, qui est élu « album du mois » par les magazines Rock Hard et Legacy-magazine. Disbelief accroit sa renommée en se produisant avec les groupes Death Angel, Hypocrisy, Immortal, Benediction, Nile, et Crowbar dans divers pays, comme au Waken Open Air et au Dynamo Open Air.
En 2004, le groupe réintègre Tommy et s'allie avec Nuclear Blast en 2005 afin d'étendre son influence dans le monde pour la sortie de l'album 66sick. Ce dernier eu un énorme succès et est élu album du mois par Rock Hard et Metal Hammer. 66sick permet à Disbelief de lui trouver une plus grande base de fans et accrut sa grandement sa popularité. De plus, Disbelief réalise son premier vidéo-clip sur la musique Rewind it All qui est diffusé par VIVA-TV. Grâce à sa notoriété, Disbelief se fait une place sur scène avec Pro-Pain, Ektomorf au Summer Breeze Open Air et supportent Slayer ainsi que Anthrax dans leurs tournées.

### DeNavigatoràHeal!(depuis 2006)

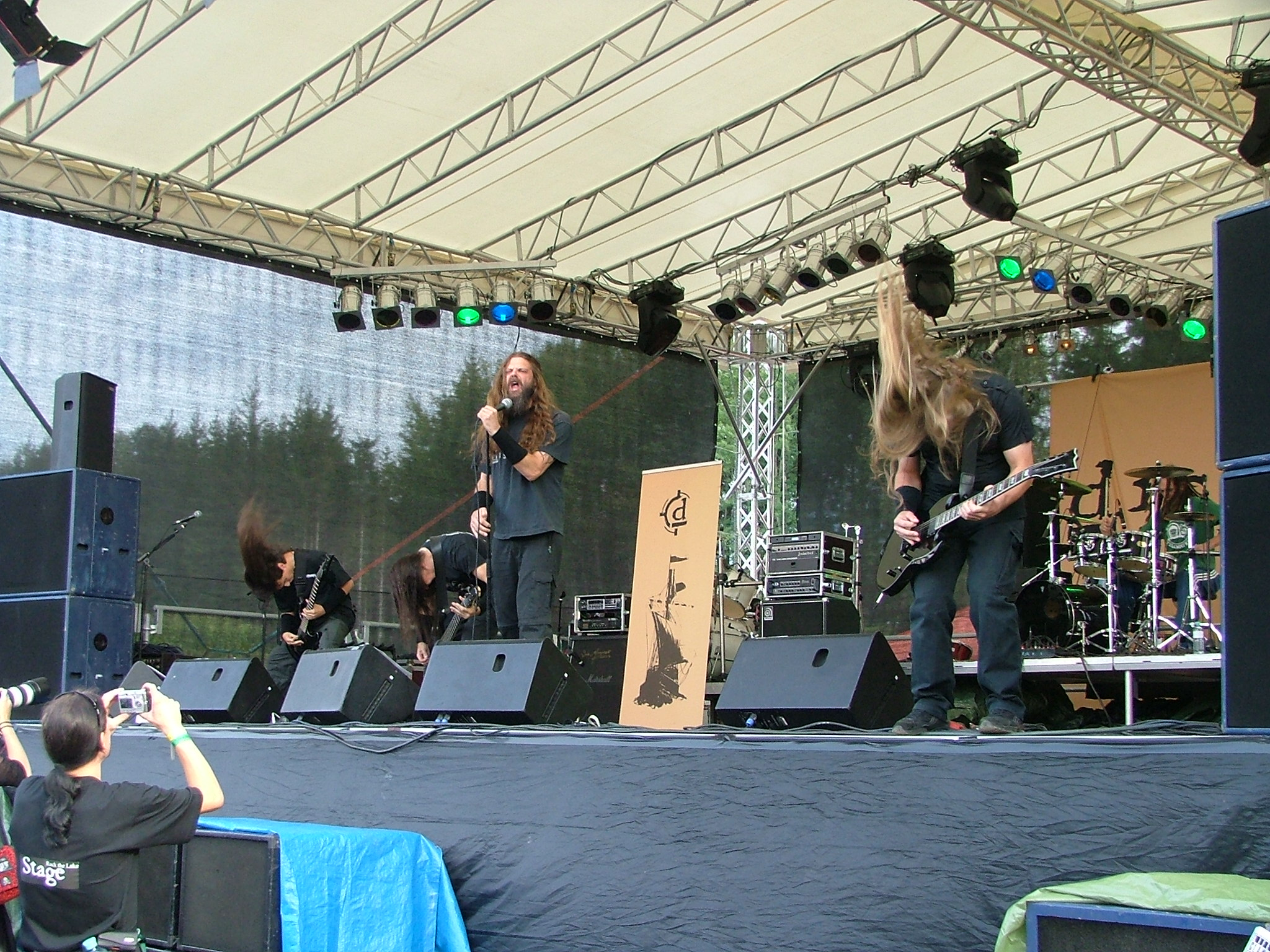
Disbelief, au RockTheLake en 2007.

En avril 2006, le groupe renouvelle son contrat chez Massacre Records. La même année, Oliver quitte le groupe, que Disbelief remplace par Jonas Khalil et sort un nouvel album produit par Michael Mainx, intitulé Navigator, le 23 février 2007, de nouveau sous le label Massacre Records. Cet album souligne l'individualité du groupe lors des apparitions du groupe avec Sepultura, Soulfly et Graveworm. Après différents changements de membres, comme le départ de Jonas Khalil par exemple en janvier 2009, le groupe enregistre Protected Hell. Il est joué dans un grand nombre de festivals en Europe et est à nouveau bénéficiaire à la notoriété du groupe. Un vidéo-clip pour la musique A Place to Hide est produit et apparait dans le Rock Hard - DVD en Allemagne.
Afin de célébrer les 20 ans du groupe, Disbelief dévoile l'album Heal! en 2010, encore sous le label Massacre Records et l'expose à sa toute première tournée de tête d'affiche. Disbelief continue de se produire dans différents festivals comme le Rock Hard Festival en 2011. À la fin de 2013, le groupe annonce une nouvelle formation après le départ de leur guitariste Wolfgang Rothbauer en juillet. Il annonce un concert le 16 novembre 2013 au AKK de Karlsruhe, en Allemagne. Entretemps, ils travaillent sur un nouvel album intitulé Full of Terrors prévu pour 2014 au label Massacre Records.
Le 10 novembre 2016, Disbelief signe un contrat avec le label Listenable Records pour leur dixième album, sorti en avril 2017 : "The Symbol of Death"
En mars 2020, ils publient leur onzième album : "The Ground Collapses". Leur douzième album, "Killing Karma", sort deux ans plus tard, en avril 2024.

## Membres

### Membres actuels
- Karsten « Jagger » Jäger - chant (depuis 1990)
- Jochen « Joe » Trunk - basse (depuis 1995)
- David « Dave » Renner - guitare (depuis 2013)
- Fabian « Fab » Regmann - batterie (depuis 2014)
- Alexander Hagenauer - guitare (depuis 2014)

### Anciens membres
- Markus Gnap - batterie (1990-1994)
- Oliver « Olly » Lenz - guitare (1990-2006)
- Denis Musiol - guitare, basse (1992-1995)
- Kai Bergerin - batterie (1994-2010)
- Tommy Fritsch - guitare (1995-1999, 2004-2007)
- Jan-Dirk Löffler - guitare (2000-2004)
- Jonas Khalil - guitare (2007-2008)
- Witali Weber - guitare (2007-2010)
- Alejandro Varela - guitare (2009)
- Cornelius Althammer - batterie (2010-2011)
- Wolfgang Rothbauer - guitare (2010-2013)
- Sandro « Drumster » Schulze - batterie (2013-2014)

## Discographie

### Albums studio
- 1997 : Disbelief
- 1998 : Infected
- 2001 : Worst Enemy
- 2002 : Shine
- 2003 : Spreading the Rage
- 2005 : 66Sick
- 2007 : Navigator
- 2009 : Protected Hell
- 2010 : Heal
- 2017 : The Symbol of Death
- 2020 : The Ground Collapses
- 2024 : Killing Karma

### Démos
- 1992 : Unbetitelte Demo
- 1993 : Unbound
- 1995 : Promotion Tape
- 1995 : Choice